# Wybory parlamentarne w Kosowie w 2004 roku
Wybory parlamentarne w Kosowie w 2004 roku do Zgromadzenia Kosowa odbyły się 23 października. Były to drugie w historii Kosowa wybory parlamentarne, w których ponownie zwyciężyła prawicowa Demokratyczna Liga Kosowa, zdobywając ponownie 47 mandatów. Organizacją i administrowaniem wyborów zajęły się Rada Europy oraz Organizacja Bezpieczeństwa i Współpracy w Europie (OBWE).   

## Wyniki
| Partie i koalicje polityczne                                                                               | Liczba głosów | % głosów | Mandaty        | Mandaty        | Mandaty                        |
| Partie i koalicje polityczne                                                                               | Liczba głosów | % głosów | Mandaty główne | Mandaty Serbów | Mandaty mniejszości narodowych |
| --- | ------------- | -------- | -------------- | -------------- | ------------------------------ |
| Demokratyczna Liga Kosowa (Lidhja Demokratike e Kosovës)                                                   | 313 437       | 45.42    | 47             | —              | —                              |
| Demokratyczna Partia Kosowa (Partia Demokratike e Kosovës)                                                 | 199 112       | 28.85    | 30             | —              | —                              |
| Sojusz dla Przyszłości Kosowa (Aleanca për Ardhmërinë e Kosovës)                                           | 57 931        | 8.39     | 9              | —              | —                              |
| Partia Reformistów ORA (Partia Reformiste ORA)                                                             | 43 017        | 6.23     | 7              | —              | —                              |
| Albańska Chrześcijańsko-Demokratyczna Partia Kosowa (Partia Shqiptare Demokristane e Kosovës)              | 12 427        | 1.8      | 2              | —              | —                              |
| Turecka Demokratyczna Partia Kosowa (Kosova Demokratik Türk Partisi)                                       | 8353          | 1.21     | 1              | —              | 2                              |
| Partia Sprawiedliwości (Partia e Drejtësisë)                                                               | 7013          | 1.02     | 1              | —              | —                              |
| Koalicja Vakat (Koalicija Vakat)                                                                           | 4972          | 0.72     | 1              | —              | 2                              |
| Ludowy Ruch Kosowa (Lëvizja Popullore e Kosovës)                                                           | 4526          | 0.66     | 1              | —              | —                              |
| Liberalna Partia Kosowa (Partia Liberale e Kosovës)                                                        | 3542          | 0.51     | 1              | —              | —                              |
| Nowa Demokratyczna Inicjatywa Kosowa (Iniciativa e re Demokrarike e Kosovës)                               | 2658          | 0.39     | —              | —              | 2                              |
| Demokratyczna Partia Aszkali Kosowa (Partia Demokratike e Ashkanlive të Kosovës)                           | 2555          | 0.37     | —              | —              | 1                              |
| Partia Akcji Demokratycznej (Странка Демократске Акције, Stranka Demokratske Akcije)                       | 2520          | 0.37     | —              | —              | 1                              |
| Lista Serbska dla Kosowa i Metochii (Српска листа за Косово и Метохију, Srpska lista za Kosovo i Metohiju) | 1414          | 0.2      | —              | 8              | —                              |
| Inicjatywa Obywatelska Gorani (Грађанска Иницијатива Горе, Građanska Inicijativa Gore)                     | 1358          | 0.2      | —              | —              | 1                              |
| Zjednoczona Partia Romów Kosowa (Partia Rome e Bashkuar e Kosovës)                                         | 1049          | 0.15     | —              | —              | 1                              |
| Inicjatywa Obywatelska Serbia (Грађанска Иницијатива Србија, Građanska Inicijativa Srbija)                 | 369           | 0.05     | —              | 2              | —                              |
| Inni | 23 836        | 3.46     | —              | —              | —                              |
| Głosy nieważne                                                                                             | 6704          | 0.96     | —              | —              | —                              |
| Głosy puste                                                                                                | 2726          | 0.39     | —              | —              | —                              |
| Łącznie (frekwencja: 49.52%)                                                                               | 699 519       | 100.0    | 100            | 10             | 10                             |